# Фрајсинеј-Савин (Долина Аосте)
Фрајсинеј-Савин је насеље у Италији у округу Долина Аосте, региону Долина Аосте.
Према процени из 2011. у насељу је живело 26 становника. Насеље се налази на надморској висини од 970 м.